# IC 1668
IC 1668 је спирална галаксија у сазвјежђу Рибе која се налази на листи објеката дубоког неба у Индекс каталогу.
Деклинација објекта је + 33° 10' 20" а ректасцензија 1h 18m 53,2s. Привидна величина (магнитуда) објекта IC 1668 износи 15,2 а фотографска магнитуда 16,0. IC 1668 је још познат и под ознакама CGCG 502-24, KUG 0116+329, PGC 4712.